# Sextius Naso
Sextius Naso war ein römischer Politiker des 1. Jahrhunderts v. Chr., der nach Appian, Bürgerkriege 2, 113 zum Kreis der Caesarmörder gehörte. Über sein Leben ist nichts weiter bekannt.
| Personendaten    | Personendaten                                                        |
| ---------------- | -------------------------------------------------------------------- |
| NAME             | Sextius Naso                                                         |
| ALTERNATIVNAMEN  | Naso, Sextius                                                        |
| KURZBESCHREIBUNG | römischer Politiker, einer der Verschwörer gegen Gaius Iulius Caesar |
| GEBURTSDATUM     | 2. Jahrhundert v. Chr. oder 1. Jahrhundert v. Chr.                   |
| STERBEDATUM      | 1. Jahrhundert v. Chr.                                               |